# Osmia kenoyeri
Osmia kenoyeri là một loài Hymenoptera trong họ Megachilidae. Loài này được Cockerell mô tả khoa học năm 1915.